# Паспорт гражданина Литвы
Лито́вский па́спорт (лит. Lietuvos Respublikos piliečio pasas — паспорт гражданина Литовской Республики) — официальный документ, выдаваемый гражданам Литовской Республики для удостоверения личности владельца или для путешествий за границы государства и Европейского союза. Для идентификации на территории Литвы используется идентификационная карта.
Паспорт содержит 32 страницы и страницу анкетных данных из поликарбоната, где анкетные данные, фотография и подпись выгравированы лазером. Паспорт создан в соответствии с требованиями Международной организации гражданской авиации (ИКАО). Все данные написаны на литовском, английском и французском языке. Паспорта выдаются литовским гражданам после запроса и действительны в течение 10 лет для взрослых и 5 лет для детей с 5 до 16 лет. Для младших детей паспорта действительны в течение 2 лет, однако период может быть продлён специальным запросом до 5 лет.
С 28 августа 2006 года паспорт включает электронные биометрические данные. В паспорте находится RFID-чип памяти с антенной. Этот чип хранит фотографию и другие данные в электронной форме.
С 1 января 2008 года выдаются новые паспорта европейского типа с красной обложкой. Эти паспорта были созданы согласно общим европейским требованиям к паспорту.

## Визовые требования
Основная статья: Визовые требования для граждан Литвы

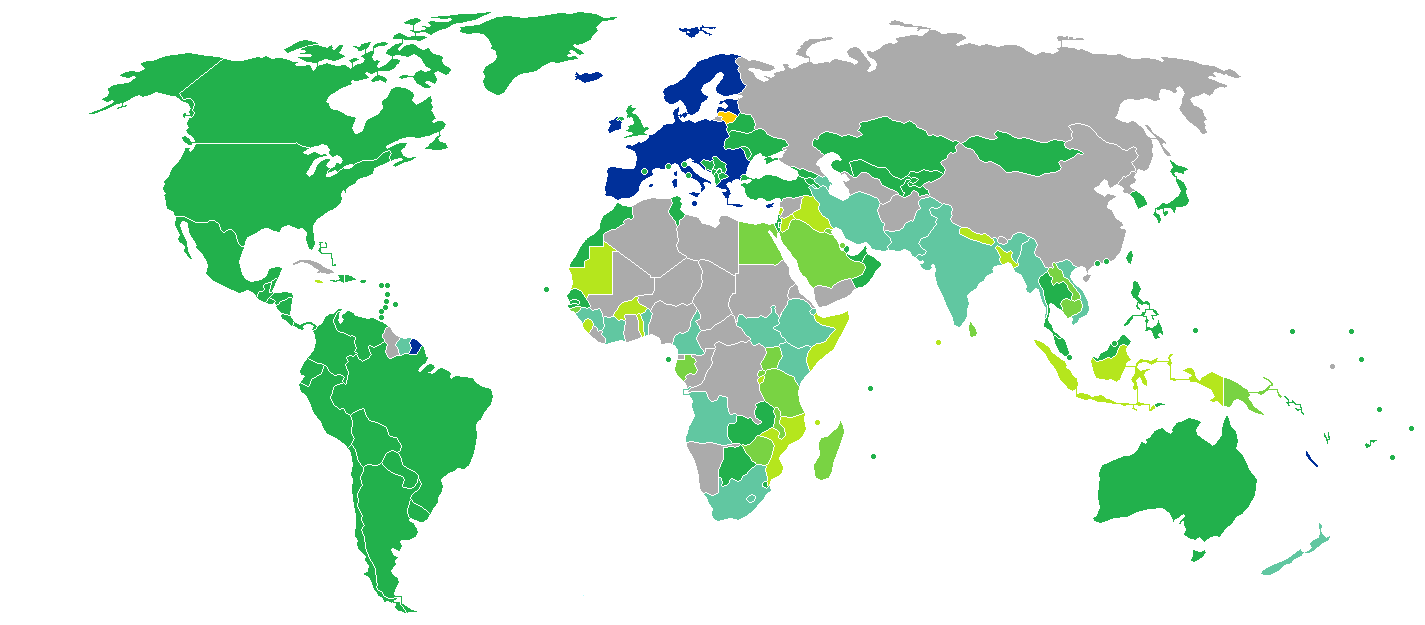
Карта мира, отражающая визовые требования для граждан Литвы
Литва
Свободное передвижение
Виза не требуется
Виза оформляется по прибытии
eVisa
Виза оформляется по прибытии или через Интернет
Требуется заранее оформленная виза

По состоянию на 2023 года граждане Литвы имеют возможность посещать без визы в общей сложности 184 государства и территорий, что делает литовский паспорт 8-м в мире по уровню свободы передвижения согласно индексу паспортов.

## Галерея

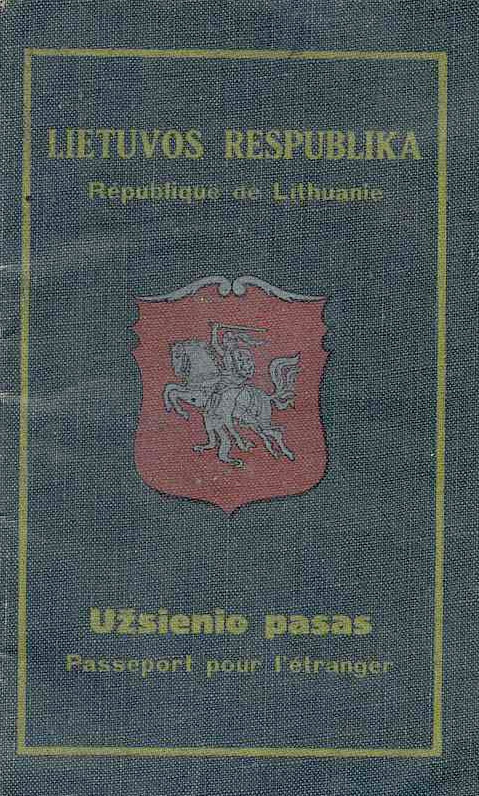
Паспорт 1940 года
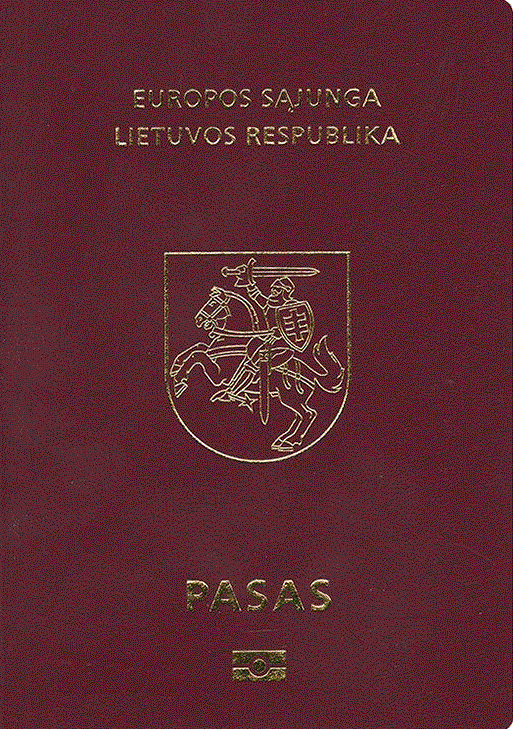
Биометрический паспорт европейского образца 2008 года.
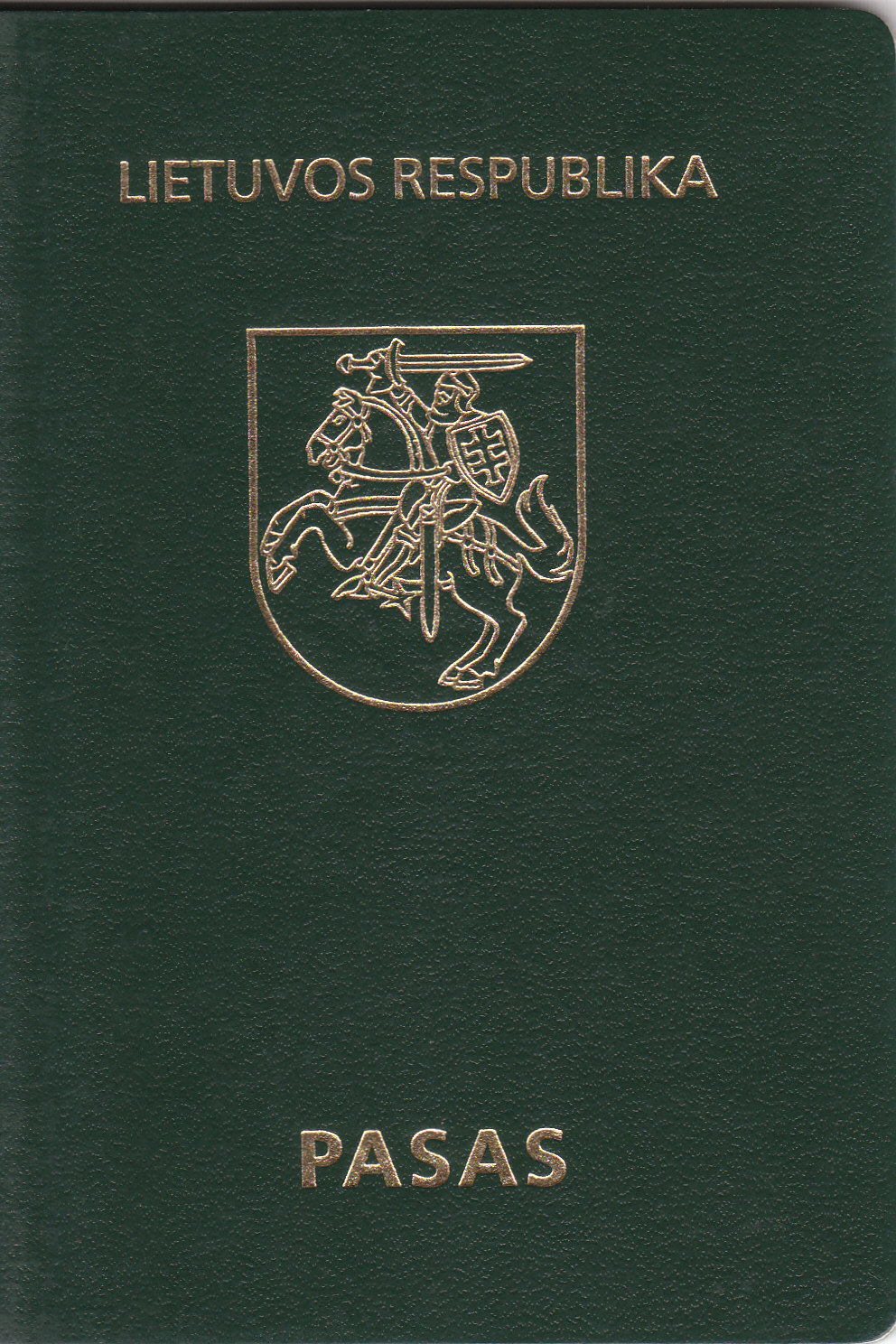
Литовский паспорт 2003—2007 года.
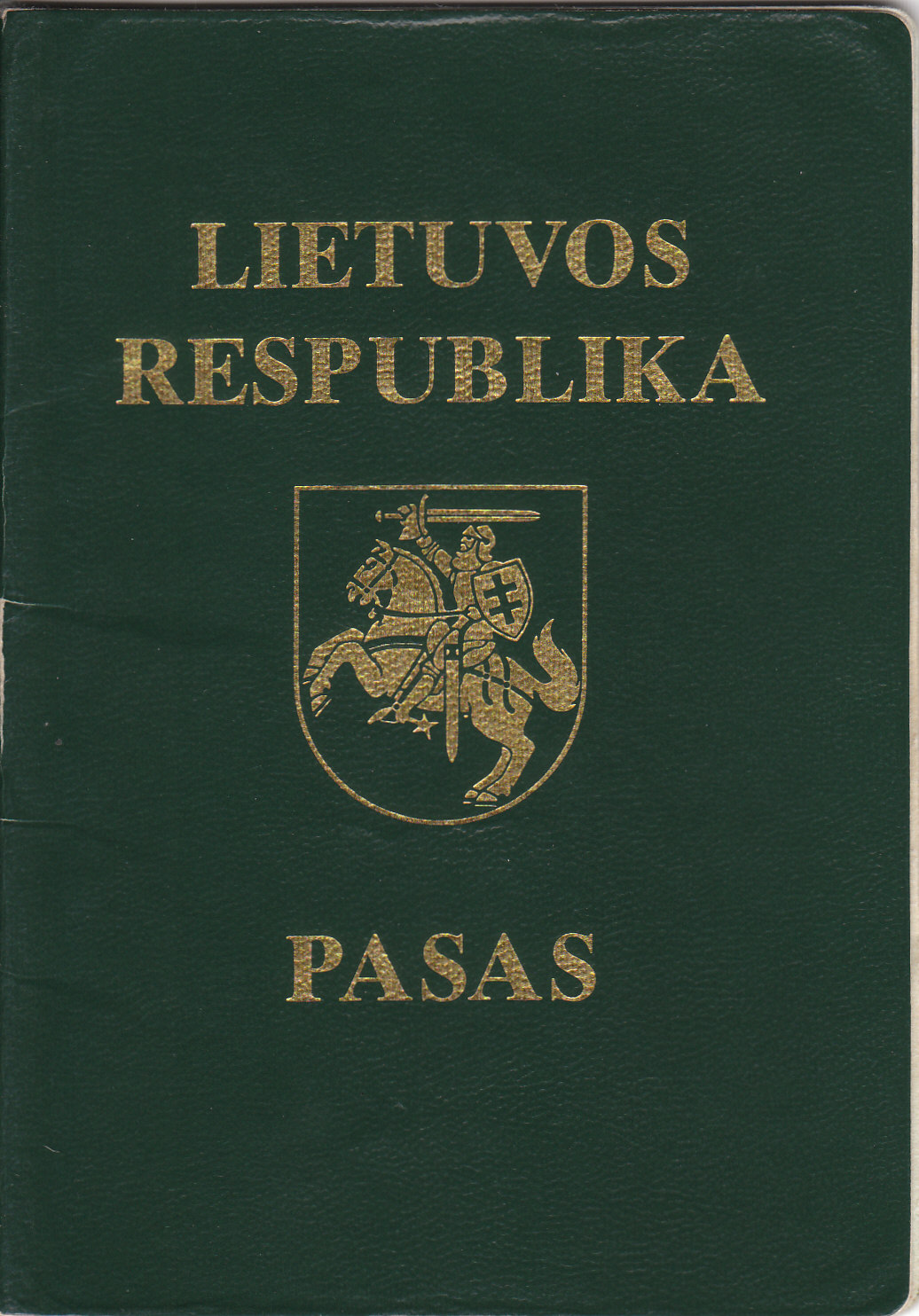
Литовский паспорт 1992—2002 года.
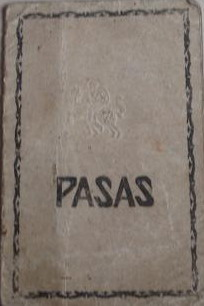
Старый паспорт, выданный в 1940 году.
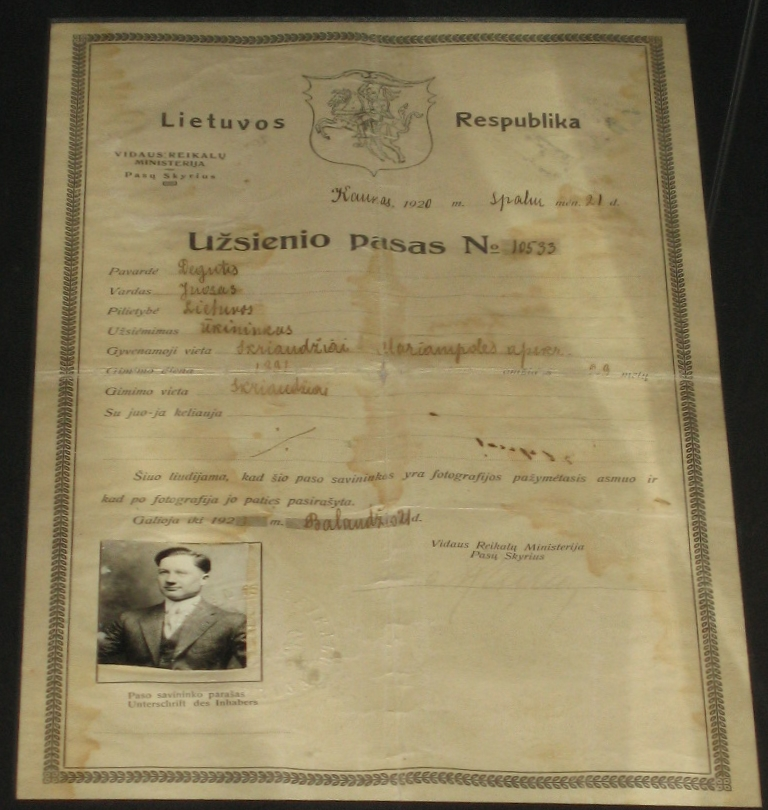
Старый паспорт, 1920 года.